# 掌心雷
掌心雷是一個香港政治術語，指一些大小可放進掌心，印有候選人編號或名稱的紙張或卡片，甚或是直接詢問手上寫上候選人編號。掌心雷經常被親中派候選人使用，亦因此帶來選舉舞弊爭議。

## 爭議
親中派候選人或政黨經常於選舉工程中派發掌心雷予老人家，以確保老人家會投票予他們。不過，有些老人家往往不知道選舉詳情，只是被親中派義工送往投票站，然後按照掌心雷資料投票予親中派候選人。亦有和親中派合作的老人院被記者揭發後，當場襲擊記者。

### 2016年香港立法會選舉
於2016年香港立法會選舉，民建聯多名候選人包括鍾樹根，張國鈞，李慧琼及蔣麗芸等，以及親中派獨立議員謝偉俊均被揭發使用掌心雷。
其中，有護老院被發現操控長者投票予民建聯李慧琼及蔣麗芸等親中派候選人。社總於選舉當日派出監察隊到不同護老中心，監察安老院操控長者投票的問題。其中土瓜灣順恩護老中心向院內長者大派發民建聯「卡片掌心雷」，再派青年裝扮成親人帶到票站投票。有長者受訪時直認是在院舍職員要求下投票予民建聯候選人，記者其後到順恩查詢，院長直認有教長者投票，大叫「係呀！我犯法呀！出去告我呀！」，又推撞及襲擊記者。
另外，有九龍東長者向《蘋果》投訴，指汕尾同鄉會要求長者提供個人資料和填報是否選民，然後逐一送贈價值70元的禮品包，提醒他們於投票日投票支持九東5號候選人謝偉俊和參選超區的802號民建聯李慧琼，更向他們提供寫上「5 802」數字，以防長者忘記；派發地點的職員則全程以「乜嘢都唔知」回應指控。
於香港島，有傳媒於投票日揭發，鍾樹根位於柴灣漁灣邨議員辦事處其辦事處職員，以箱頭筆在長者手心寫上了民建聯及工聯會立法會候選人的編號。

### 2019年香港區議會選舉
於2019年香港區議會選舉，民建聯於鳳德選區的候選人越毅強，便安排了不少義工將長者送往投票站，並派發印有一號及候選人名稱的掌心雷予他們。立場新聞記者當日報道，有長者神情呆滯，被問到投票意向時又，表示「我都唔知投邊個」，其後民建聯義工將婆婆推到另一邊，又多次阻止記者訪問該長者。
另外，於深水埗「南山、大坑東及大坑西」選區，親中派候選人陳麗紅的競選義工，在港鐵石硤尾站外派發掌心雷卡片，另外陳麗紅亦有的義工陪同長者進入票站投票，義工又「攝」掌心雷卡片予該名長者。另一候選人、民協的譚國僑批評陳麗紅的做法不理想及明顯影響選舉公平，公然違反《選舉條例》。

## 回應
- 香港社會工作者總工會曾經於2018年3月，在《立場新聞》撰文批評蔣麗芸和李慧琼使用掌心雷的行為，轟掉弱老尊嚴和選舉公義，利用弱老機能退化的不幸，瞞著其家屬，操控他們投票意向，實屬可悲可恥。而掌心雷，往往是利用長者、操縱弱老的表癥。[7]
- 公民黨立法會議員譚文豪於2018年3月立法會補選前夕，在社交媒體批評選舉事務處的培訓教票站職員毋須干預「掌心雷」，面對不公平的做法，多年來不思進取，未有取締，更「帶頭縱容」。[8][9]

## 資料來源
1. ↑  . Apple Daily 蘋果日報.   [2019-11-29]. （原始内容存档于2016-11-10）.
2. 1 2  黃煒堯. .   [2020-05-18]. （原始内容存档于2020-05-22）.
3. ↑  . 蘋果日報. 2016-08-29  [2016-08-30]. （原始内容存档于2016-08-31）.
4. ↑  . 蘋果日報. 2016-08-29  [2016-08-30]. （原始内容存档于2016-09-01）.
5. ↑  .   [2020-06-16]. （原始内容存档于2020-06-17）.
6. ↑  .   [2020-06-17]. （原始内容存档于2021-03-18）.
7. ↑  香港社會工作者總工會. .   [2020-06-18]. （原始内容存档于2020-11-10）.
8. ↑  .   [2020-07-14]. （原始内容存档于2020-07-16）.
9. ↑  .   [2020-07-14]. （原始内容存档于2021-02-26）.